# 23182 Siyaxuza
23182 Siyaxuza è un asteroide della fascia principale. Scoperto nel 2000, presenta un'orbita caratterizzata da un semiasse maggiore pari a 2,5228417 UA e da un'eccentricità di 0,0615451, inclinata di 6,69358° rispetto all'eclittica.